# Balanites aegyptiaca
Espèce
Classification phylogénétique
Le dattier du désert (Balanites aegyptiaca Delile 1813), en tamajeq Aboragh, en bambara zeguene, encore appelé  savonnier au Tchad, ou sump (en Wolof) ou murtode (Pulaar) au Sénégal  ou kegla (en mooré) au Burkina Faso, est une espèce de plantes à fleurs du genre Balanites et de la famille des Zygophyllaceae. C'est un arbre présent et cultivé notamment en Afrique tropicale. Il connaît différents usages alimentaires et médicinaux.

## Description morphologique

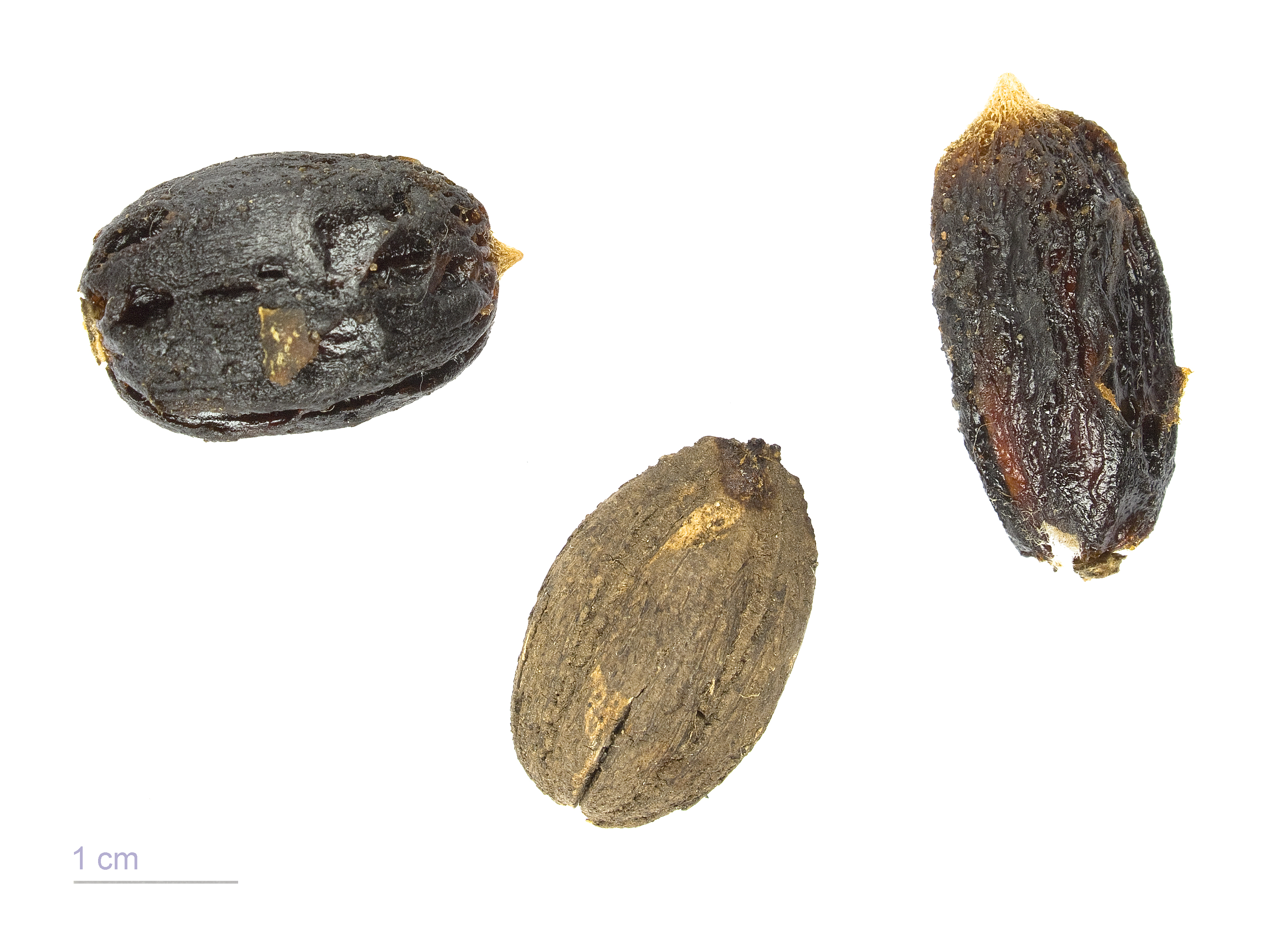
Balanites aegyptiaca au Muséum de Toulouse.

C'est un arbre très épineux, à feuilles caduques, allant jusqu'à 8 mètres de haut, à ramification importante et complexe. Le tronc est bien défini, droit ou légèrement tortueux, à écorce brun-grisâtre, crevassée longitudinalement. Les branches sont nombreuses, très ramifiées, avec des épines droites de 2-7 cm. Les branches secondaires jeunes sont vertes, pubescentes et portent aussi des épines.
Pour ce qui est de la phyllotaxie, les feuilles sont alternes. Ce sont des feuilles composées avec deux folioles de 1 à 5 cm sur 0,7 à 3,5 cm, subsessiles, coriaces, vertes sur les deux faces, un peu pubescentes, et de forme ovale-lancéolé, largement lancéolé ou ellipsoïde,  aigus ou obtus.
L'inflorescence est indéterminée et  comporte de 5 à 12 fleurs disposées sur un pédoncule pubescent, de longueur variable. Le calice se compose de 5 sépales ovales. La corolle comporte 5 pétales deux fois plus longs, lancéolés, obtus, ou ovales, et de couleur verdâtre-blanchâtre. Il y a de 10 à 15 étamines, insérés sur un disque charnu de couleur vert sombre au centre duquel se trouve le pistil. Le fruit est une drupe charnue  de 1 à 2,5 cm de long, de forme ovale oblongue, de surface soyeuse-pubescente et de couleur verdâtre-blanchâtre, à l'intérieur de laquelle il n'y a qu'une seule graine. Le dattier du désert fleurit de mars à mai et fructifie de juillet à octobre.

### Adaptations à la sécheresse
Comme la plupart des plantes de milieux semi-arides, le dattier du désert présente différentes adaptations morphologiques à la sécheresse. Ces adaptations sont ici particulièrement variées : pubescence, sclérification, feuilles coriaces, rameaux chlorophylliens assimilateurs réduit à l'état d'épines, système racinaire double (un appareil racinaire superficiel étendu capte de manière très performante l'eau immédiatement après les précipitations dans un rayon de 20 mètres et un appareil racinaire profond puise dans les réserves du sol jusqu'à 7 mètres). Ceci explique sa grande résistance aux sécheresses, telles celles de 1972-1973 et 1984-1985, l'individu pouvant survivre jusqu'à deux ans en l'absence de précipitations. Par ailleurs, comme tous les balanites, le dattier du désert ne présente pas de métabolisme photosynthétique adapté aux milieux secs de type C4 ou CAM, mais un métabolisme en C3 ordinaire.

## Répartition et habitat
Le dattier du désert se situe principalement en Afrique tropicale, particulièrement au Sahara central et occidental, ainsi qu'en Asie extrême-orientale. Il y est arrivé depuis la Méditerranée via l'Égypte.
Les humains le cultivent au Sahel, en Égypte, au Soudan, en Arabie et en Inde.
Il pousse bien en sol sablonneux et désertiques sur tous types de contextes géomorphologiques : dépressions, fond des vallées, plaines et même montagnes.

## Rôle écologique
Cet arbre est confronté, outre le stress hydrique, à la prédation de différents ruminants : dromadaires, chèvres et moutons. Il s'agit d'un excellent pâturage, très appétant. Sont consommées les feuilles sèches tombées (talufakt en tamasheq) et les fleurs (azakalkal en tamasheq). Des études ont été réalisées en vue d'augmenter cet usage dans l'alimentation du bétail.
La chèvre est capable de manger le fruit lui-même en entier. Cette consommation ne nuit pas à l'arbre ; au contraire, il s'agit d'un cas de zoochorie, c'est-à-dire de dissémination des semences par un animal. En effet, après avoir ingéré des fruits, la chèvre rejettent au repos leurs noyaux en ruminant. Le pouvoir germinatif est augmentée après l'ingestion par une chèvre, l'action mécanique et chimique de son système digestif pouvant provoquer la levée de dormance.
Le dattier du désert est une des essences utilisées pour créer la grande muraille verte Africaine.

## Utilisations
Le dattier du désert a deux usages : alimentaire et médicinal.

### Alimentation
Le fruit et les feuilles entrent dans l'alimentation des populations locales. Le fruit, appelé iboraghan ou aboghar au Mali, est généralement consommé frais par succion, une fois débarrassé de son épicarpe. Son goût est sucré, avec une pointe d'amertume. Cette consommation est proche de celle d'une datte ou d'une friandise. Au Mali, on fait également macérer le fruit pour produire une boisson, l'asaborad et l'amande contenue dans le noyau, appelée tandilba, est consommée après une longue cuisson. De l’huile alimentaire est également extraite des amandes. Les feuilles sont quant à elles séchées et réduites en poudre utilisables dans différentes sauces,.
|                                         |               | en % de matière sèche |               |         |                           |                              |         |           |
| Produit                                 | matière sèche | Protéine brute        | Fibres brutes | Cendres | Extrait d'éther (lipides) | extrait non azoté (glucides) | Calcium | Potassium |
| feuilles vertes, Nigéria                |               | 11.6                  | 13.6          | 12.7    | 4.2                       | 57.9                         |         |           |
| Vert, brout, début de croissance, Kenya |               | 27.5                  | 23.3          | 6.6     | 1.5                       | 41.1                         | 0.48    | 0.38      |
| Fruits, Zaire                           | 66.3          | 11.1                  | 10.2          | 8.1     | 1.7                       | 68.9                         | 0.16    | 0.4       |

| Acide aminé                     | Arg | Cys | Gly | His | Ile | Leu | Lys | Met | Phe | Thr | Tyr | Val |
| Teneur en % de protéines brutes | 3.7 | 1.9 | 4.5 | 1.0 | 2.8 | 4.3 | 2.7 | 1.6 | 2.7 | 3.0 | 2.2 | 3.1 |

On note un bon apport glucidique, un apport protéique intéressant et assez équilibré dans le cas du fruit (21,8 % d'acides aminés essentiels), et un faible apport lipidique.

### Médecine traditionnelle

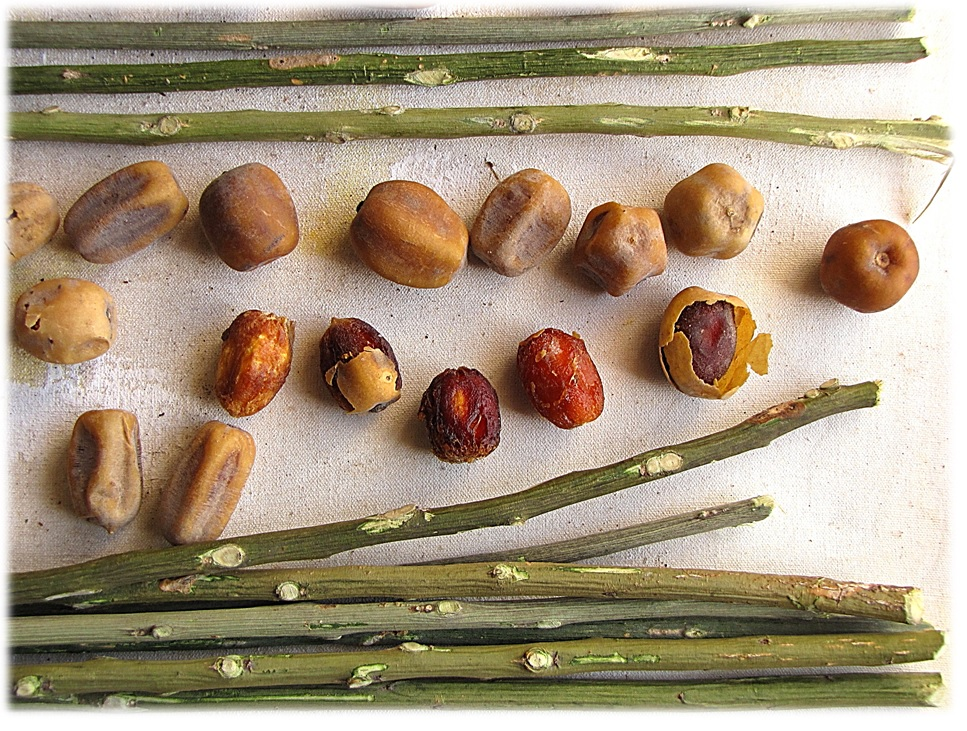
Tiges et noix

Pour l'aspect médicinal, le liquide obtenu en pressant le fruit est utilisé traditionnellement pour stimuler la production de lait des mères allaitant, et les noix sont utilisées pour traiter des troubles digestifs. L'huile est également utilisée pour soigner des problèmes cutanés.

### Hygiène dentaire
Les tiges sont parfois utilisées comme brosses à dents.

### Parfumerie

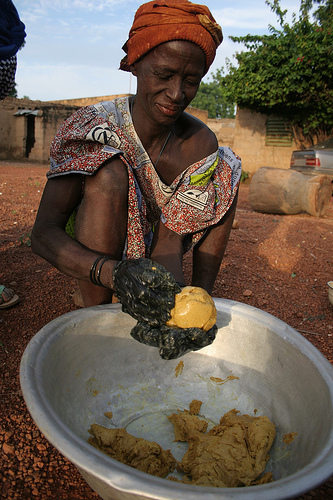
Fabrication de savon dans le nord du Ghana

### Autres usages
Balanites aegyptiaca entre dans la composition d'un poison de flèches utilisé par les populations Fali au nord du Mont Tinguelin.
Le fruit de cet arbre est réputé très efficace contre la colopathie. En Afrique occidentale, il est utilisé pour le traitement de la malaria.

## Dans la culture
Cet arbre est présent dans la légende nigériane du Réparateur d'Hommes, rapportée par l'ethnographe britannique Arthur John Newman Tremearne, dans son Hausa superstitions and customs: an introduction to the Folk-Lore and the Folk (1913).